# Weltmeisterschaften im Gewichtheben 1993
Die 7. Weltmeisterschaften im Gewichtheben der Frauen und 65. Weltmeisterschaften im Gewichtheben der Männer fanden vom 11. bis 21. November 1993 in der australischen Stadt Melbourne statt. An den erstmals gemeinsam von der International Weightlifting Federation (IWF) im Zweikampf (Reißen und Stoßen) ausgetragenen Wettkämpfen nahmen 94 Gewichtheberinnen aus 25 Nationen und 195 Gewichtheber aus 57 Nationen teil.

## Medaillengewinner

### Männer

#### Klasse bis 54 Kilogramm
| Disziplin | Gold        | Gold     | Silber      | Silber   | Bronze      | Bronze   |
| --------- | ----------- | -------- | ----------- | -------- | ----------- | -------- |
| Reißen    | Yang Bing   | 122,5 kg | Halil Mutlu | 122,5 kg | Ko Kwang-ku | 120,0 kg |
| Stoßen    | Iwan Iwanow | 157,5 kg | Halil Mutlu | 152,5 kg | Ko Kwang-ku | 150,0 kg |
| Zweikampf | Iwan Iwanow | 277,5 kg | Halil Mutlu | 275,0 kg | Ko Kwang-ku | 270,0 kg |

#### Klasse bis 59 Kilogramm
| Disziplin | Gold            | Gold     | Silber             | Silber   | Bronze         | Bronze   |
| --------- | --------------- | -------- | ------------------ | -------- | -------------- | -------- |
| Reißen    | Nikolaj Pešalov | 137,5 kg | Hafız Süleymanoğlu | 135,0 kg | Qiu Shanlin    | 132,5 kg |
| Stoßen    | Nikolaj Pešalov | 167,5 kg | Georgios Tzelilis  | 165,0 kg | Tang Lingsheng | 162,5 kg |
| Zweikampf | Nikolaj Pešalov | 305,0 kg | Hafız Süleymanoğlu | 295,0 kg | Tang Lingsheng | 292,5 kg |

#### Klasse bis 64 Kilogramm
| Disziplin | Gold              | Gold     | Silber            | Silber   | Bronze          | Bronze   |
| --------- | ----------------- | -------- | ----------------- | -------- | --------------- | -------- |
| Reißen    | Naim Süleymanoğlu | 145,0 kg | Zhang Youyi       | 142,5 kg | Ri Hi-bong      | 142,5 kg |
| Stoßen    | Naim Süleymanoğlu | 177,5 kg | Valerios Leonidis | 175,0 kg | Jurik Sarkisjan | 175,0 kg |
| Zweikampf | Naim Süleymanoğlu | 322,5 kg | Ri Hi-bong        | 317,5 kg | Jurik Sarkisjan | 315,0 kg |

#### Klasse bis 70 Kilogramm
| Disziplin | Gold       | Gold     | Silber       | Silber   | Bronze       | Bronze   |
| --------- | ---------- | -------- | ------------ | -------- | ------------ | -------- |
| Reißen    | Joto Jotow | 155,0 kg | Ergün Batmaz | 150,0 kg | Vasil Vanev  | 150,0 kg |
| Stoßen    | Joto Jotow | 187,5 kg | Andreas Behm | 185,0 kg | Kim Hak-bong | 182,5 kg |
| Zweikampf | Joto Jotow | 342,5 kg | Ergün Batmaz | 332,5 kg | Andreas Behm | 330,0 kg |

#### Klasse bis 76 Kilogramm
| Disziplin | Gold                  | Gold     | Silber             | Silber   | Bronze                   | Bronze   |
| --------- | --------------------- | -------- | ------------------ | -------- | ------------------------ | -------- |
| Reißen    | Ruslan Sawtschenko    | 170,0 kg | Kim Myong-nam      | 167,5 kg | Altimurat Orazdurdiev    | 167,5 kg |
| Stoßen    | Altimurat Orazdurdiev | 202,5 kg | Ruslan Sawtschenko | 200,0 kg | Chatschatur Kjapanakzjan | 197,5 kg |
| Zweikampf | Altimurat Orazdurdiev | 370,0 kg | Ruslan Sawtschenko | 370,0 kg | Kim Myong-nam            | 362,5 kg |

#### Klasse bis 83 Kilogramm
| Disziplin | Gold         | Gold     | Silber              | Silber   | Bronze        | Bronze   |
| --------- | ------------ | -------- | ------------------- | -------- | ------------- | -------- |
| Reißen    | Pyrros Dimas | 175,0 kg | Oleksandr Blyshchyk | 175,0 kg | László Barsi  | 172,5 kg |
| Stoßen    | Marc Huster  | 210,0 kg | Kiril Kounev        | 207,5 kg | Wang Yuanfeng | 202,5 kg |
| Zweikampf | Pyrros Dimas | 377,5 kg | Marc Huster         | 375,0 kg | Kiril Kounev  | 372,5 kg |

#### Klasse bis 91 Kilogramm
| Disziplin | Gold                | Gold     | Silber              | Silber   | Bronze              | Bronze   |
| --------- | ------------------- | -------- | ------------------- | -------- | ------------------- | -------- |
| Reißen    | Iwan Tschakarow     | 185,0 kg | Anatoli Chrapaty    | 180,0 kg | Kachi Kachiaschwili | 180,0 kg |
| Stoßen    | Kachi Kachiaschwili | 222,5 kg | Iwan Tschakarow     | 222,5 kg | Anatoli Chrapaty    | 215,0 kg |
| Zweikampf | Iwan Tschakarow     | 407,5 kg | Kachi Kachiaschwili | 402,5 kg | Anatoli Chrapaty    | 395,0 kg |

#### Klasse bis 99 Kilogramm
| Disziplin | Gold            | Gold     | Silber         | Silber   | Bronze          | Bronze   |
| --------- | --------------- | -------- | -------------- | -------- | --------------- | -------- |
| Reißen    | Sergey Syrtsov  | 190,0 kg | Nicu Vlad      | 190,0 kg | Viktor Tregubov | 185,0 kg |
| Stoßen    | Viktor Tregubov | 222,5 kg | Sergey Syrtsov | 217,5 kg | Igor Sadykov    | 215,0 kg |
| Zweikampf | Viktor Tregubov | 407,5 kg | Sergey Syrtsov | 407,5 kg | Igor Sadykov    | 392,5 kg |

#### Klasse bis 108 Kilogramm
| Disziplin | Gold           | Gold     | Silber          | Silber   | Bronze          | Bronze   |
| --------- | -------------- | -------- | --------------- | -------- | --------------- | -------- |
| Reißen    | Tymur Tajmasow | 195,0 kg | Ihor Rasorjonow | 185,0 kg | Stefan Botev    | 185,0 kg |
| Stoßen    | Stefan Botev   | 232,5 kg | Ihor Rasorjonow | 230,0 kg | Tymur Tajmasow  | 225,0 kg |
| Zweikampf | Tymur Tajmasow | 420,0 kg | Stefan Botev    | 417,5 kg | Ihor Rasorjonow | 415,0 kg |

#### Klasse über 108 Kilogramm
| Disziplin | Gold              | Gold     | Silber             | Silber   | Bronze             | Bronze   |
| --------- | ----------------- | -------- | ------------------ | -------- | ------------------ | -------- |
| Reißen    | Ronny Weller      | 200,0 kg | Manfred Nerlinger  | 192,5 kg | Andrei Tschemerkin | 190,0 kg |
| Stoßen    | Manfred Nerlinger | 247,5 kg | Andrei Tschemerkin | 245,0 kg | Ronny Weller       | 242,5 kg |
| Zweikampf | Ronny Weller      | 442,5 kg | Manfred Nerlinger  | 440,0 kg | Andrei Tschemerkin | 435,0 kg |

### Frauen

#### Klasse bis 46 Kilogramm
| Disziplin | Gold        | Gold     | Silber         | Silber   | Bronze       | Bronze   |
| --------- | ----------- | -------- | -------------- | -------- | ------------ | -------- |
| Reißen    | Chu Nan-mei | 67,5 kg  | Donka Mincheva | 67,5 kg  | Satomi Saito | 65,0 kg  |
| Stoßen    | Chu Nan-mei | 85,0 kg  | Yu Shiu-fen    | 85,0 kg  | Satomi Saito | 82,5 kg  |
| Zweikampf | Chu Nan-mei | 152,5 kg | Yu Shiu-fen    | 147,5 kg | Satomi Saito | 147,5 kg |

#### Klasse bis 50 Kilogramm
| Disziplin | Gold       | Gold     | Silber     | Silber   | Bronze        | Bronze   |
| --------- | ---------- | -------- | ---------- | -------- | ------------- | -------- |
| Reißen    | Guan Hong  | 77,5 kg  | Liu Xiuhua | 77,5 kg  | Kuo Chin-chun | 75,0 kg  |
| Stoßen    | Liu Xiuhua | 110,0 kg | Guan Hong  | 100,0 kg | Kuo Chin-chun | 95,0 kg  |
| Zweikampf | Liu Xiuhua | 187,5 kg | Guan Hong  | 177,5 kg | Kuo Chin-chun | 170,0 kg |

#### Klasse bis 54 Kilogramm
| Disziplin | Gold         | Gold     | Silber     | Silber   | Bronze            | Bronze   |
| --------- | ------------ | -------- | ---------- | -------- | ----------------- | -------- |
| Reißen    | Chen Xiaomin | 90,0 kg  | Robin Byrd | 82,5 kg  | Karnam Malleswari | 82,5 kg  |
| Stoßen    | Chen Xiaomin | 110,0 kg | Nancy Niro | 97,5 kg  | Hiromi Uemura     | 95,0 kg  |
| Zweikampf | Chen Xiaomin | 200,0 kg | Robin Byrd | 177,5 kg | Karnam Malleswari | 177,5 kg |

#### Klasse bis 59 Kilogramm
| Disziplin | Gold       | Gold     | Silber           | Silber   | Bronze               | Bronze   |
| --------- | ---------- | -------- | ---------------- | -------- | -------------------- | -------- |
| Reißen    | Sun Caiyan | 97,5 kg  | Gergana Kirilova | 92,5 kg  | Maria Christoforidou | 90,0 kg  |
| Stoßen    | Sun Caiyan | 120,0 kg | Gergana Kirilova | 110,0 kg | Maria Christoforidou | 107,5 kg |
| Zweikampf | Sun Caiyan | 217,5 kg | Gergana Kirilova | 202,5 kg | Maria Christoforidou | 197,5 kg |

#### Klasse bis 64 Kilogramm
| Disziplin | Gold       | Gold     | Silber          | Silber   | Bronze           | Bronze   |
| --------- | ---------- | -------- | --------------- | -------- | ---------------- | -------- |
| Reißen    | Li Hongyun | 102,5 kg | Erzsébet Márkus | 90,0 kg  | Won Soon-yi      | 87,5 kg  |
| Stoßen    | Li Hongyun | 117,5 kg | Won Soon-yi     | 115,0 kg | Yuriko Takahashi | 110,0 kg |
| Zweikampf | Li Hongyun | 220,0 kg | Won Soon-yi     | 202,5 kg | Julie Malenfant  | 195,0 kg |

#### Klasse bis 70 Kilogramm
| Disziplin | Gold                | Gold     | Silber       | Silber   | Bronze       | Bronze   |
| --------- | ------------------- | -------- | ------------ | -------- | ------------ | -------- |
| Reißen    | Milena Trendafilowa | 100,0 kg | Kim Dong-hee | 92,5 kg  | Kumi Haseba  | 92,5 kg  |
| Stoßen    | Milena Trendafilowa | 120,0 kg | Kumi Haseba  | 115,0 kg | Kim Dong-hee | 112,5 kg |
| Zweikampf | Milena Trendafilowa | 220,0 kg | Kumi Haseba  | 207,5 kg | Kim Dong-hee | 205,0 kg |

#### Klasse bis 76 Kilogramm
| Disziplin | Gold         | Gold     | Silber       | Silber   | Bronze          | Bronze   |
| --------- | ------------ | -------- | ------------ | -------- | --------------- | -------- |
| Reißen    | Hua Ju       | 105,0 kg | Li Changping | 92,5 kg  | Mária Takács    | 92,5 kg  |
| Stoßen    | Li Changping | 127,5 kg | Hua Ju       | 125,0 kg | Valkana Tosheva | 117,5 kg |
| Zweikampf | Hua Ju       | 230,0 kg | Li Changping | 220,0 kg | Mária Takács    | 207,5 kg |

#### Klasse bis 83 Kilogramm
| Disziplin | Gold          | Gold     | Silber                 | Silber   | Bronze                 | Bronze   |
| --------- | ------------- | -------- | ---------------------- | -------- | ---------------------- | -------- |
| Reißen    | Xing Shuwen   | 107,5 kg | Chen Shu-chih          | 102,5 kg | Panagiota Antonopoulou | 90,0 kg  |
| Stoßen    | Chen Shu-chih | 127,5 kg | Panagiota Antonopoulou | 125,0 kg | Bharti Singh           | 117,5 kg |
| Zweikampf | Chen Shu-chih | 230,0 kg | Panagiota Antonopoulou | 215,0 kg | Bharti Singh           | 207,5 kg |

#### Klasse über 83 Kilogramm
| Disziplin | Gold      | Gold     | Silber         | Silber   | Bronze         | Bronze   |
| --------- | --------- | -------- | -------------- | -------- | -------------- | -------- |
| Reißen    | Li Yajuan | 105,0 kg | Lubov Grigurko | 100,0 kg | Carla Garrett  | 100,0 kg |
| Stoßen    | Li Yajuan | 155,0 kg | Carla Garrett  | 132,5 kg | Theodula Spanú | 115,0 kg |
| Zweikampf | Li Yajuan | 260,0 kg | Carla Garrett  | 232,5 kg | Lubov Grigurko | 215,0 kg |